# Bindoy
Bindoy é um município de  terceira classe de renda municipal (d) na província Negros Oriental, nas Filipinas. De acordo com o censo de 1 de maio  de  2020 possui uma população de 40 308 pessoas e 9 813 domicílios.